# Caloptilia sapina
Caloptilia sapina là một loài bướm đêm thuộc họ Gracillariidae. Nó được tìm thấy ở Namibia và Nam Phi.
Ấu trùng ăn Sapium ellipticum. Chúng ăn lá nơi chúng làm tổ.